# Plagioecia dispar
Plagioecia dispar är en mossdjursart som beskrevs av Canu och Bassler 1928. Plagioecia dispar ingår i släktet Plagioecia och familjen Plagioeciidae.
Artens utbredningsområde är Mexikanska golfen. Inga underarter finns listade i Catalogue of Life.